# Clarence Wesley Wigington

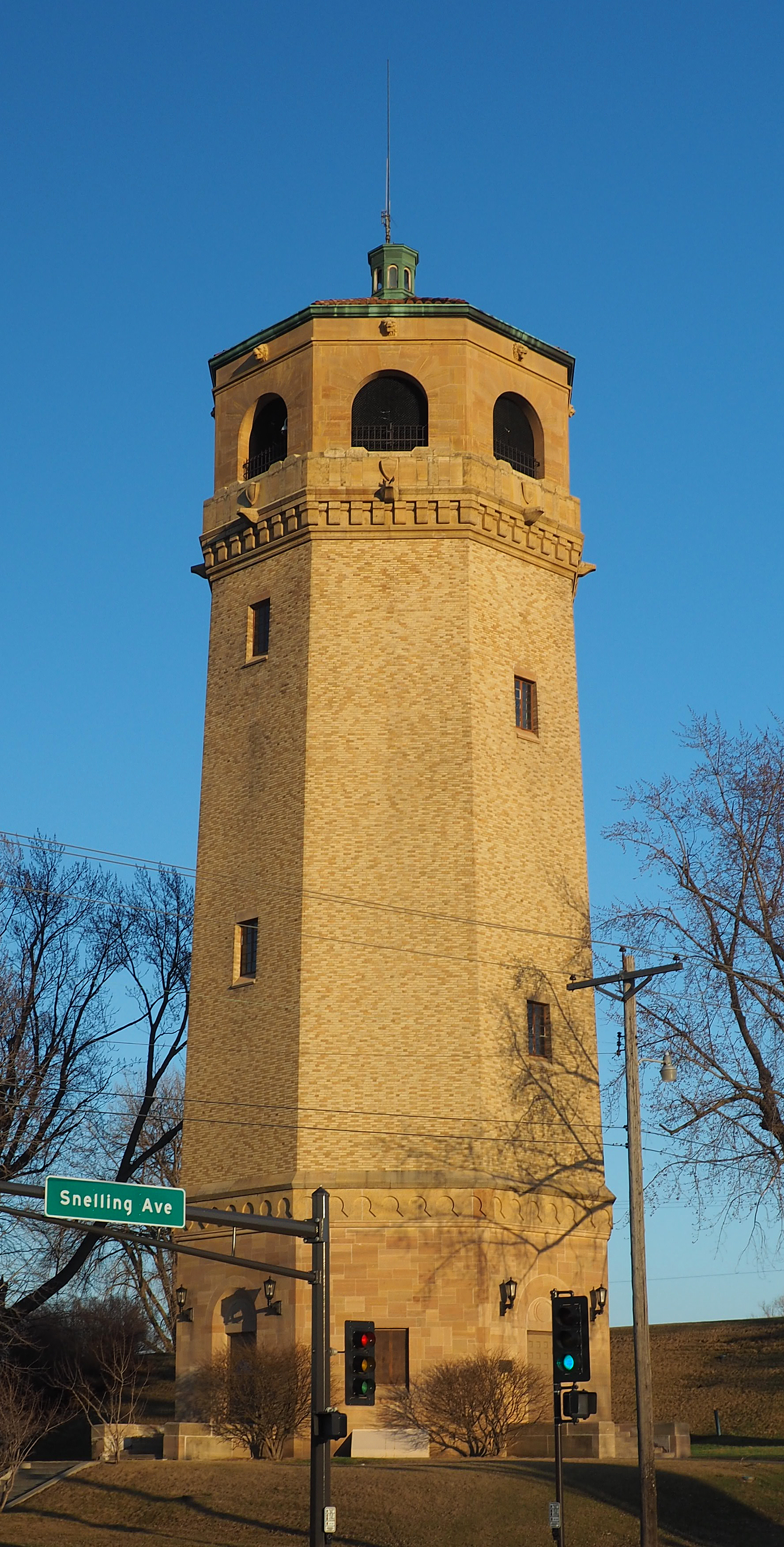
Highland Park Water Tower

Clarence Wesley Wigington (* 21. April 1883 in Lawrence (Kansas); † 7. Juli 1967 in Kansas City (Missouri)) war ein US-amerikanischer Architekt. Er war der erste registrierte afroamerikanische Architekt in Minnesota und der erste schwarze Municipal Architect in diesem Staat.

## Leben und Bauten
Clarence Wesley Wigington war der Sohn von Wesley Wigington und Jennie Marie Roberts. Der Vater stammte aus Texas, die Mutter, eine Lehrerin, aus Missouri. Clarence Wesley Wigington war der vierte Junge in der Familie und hatte elf Geschwister. In seiner frühen Kindheit zog die Familie nach Omaha. 1912 beendete er dort die Highschool. Bereits 1898 waren seine künstlerischen Talente honoriert worden: Beim Trans Mississippi World’s Fair in St. Louis hatte er drei erste Preise gewonnen. Von 1900 bis 1904 besuchte er Abendkurse bei Alfred Juergens und J. Laurie Wallace. Bis 1908 arbeitete er bei dem Architekten Thomas R. Kimball. Danach eröffnete er ein eigenes Architekturbüro in Omaha. Im selben Jahr heiratete er Viola Lessie Williams und erregte Aufsehen mit einem Haus, das er für Isaac Bailey entworfen hatte. Außerdem erhielt er in diesem Jahr zum ersten Mal die Gelegenheit, ein kommerzielles Objekt zu entwerfen, eine Fabrik für Kartoffelchips. Wenig später gewann er mit seinem Entwurf für ein Zweifamilienhaus den ersten Preis bei einem landesweiten Architekturwettbewerb. Bis der Bau tatsächlich errichtet wurde, vergingen aber vier Jahre.
1909 zog Wigington nach Sheridan in Wyoming. Dort mangelte es aber an Aufträgen, so dass Wigington beschloss, als Manager für die Fabrik, die er entworfen hatte, zu arbeiten. Dies war nur von kurzer Dauer. Eine Zeitungsanzeige zu einem Wettbewerb zum Bau der National Religious Training School in Durham in North Carolina brachte eine Wende: Wigington durfte ein Verwaltungsgebäude sowie zwei Wohnheime bauen. 1910 zog die Familie nach Omaha zurück. 1911 wurde die erste Tochter, Muriel Elizabeth, geboren, 1912 folgte die zweite Tochter, die den Namen Sarah Mildred erhielt. In den folgenden Jahren erhielt Wigington relativ zahlreiche Aufträge, darunter auch den zum Neubau eines Gotteshauses mit 1.200 Sitzplätzen für die Zion Baptist Church, nachdem Omaha von einem Tornado heimgesucht worden war.
1914 kam Wigington mit seiner Frau Viola und den zwei Kindern von Omaha nach St. Paul. Er setzte sich im Juni 1915 gegen sieben Mitbewerber um das Amt eines Senior Architectural Draftsman im St. Paul City's Architect's Office durch. Dieses Amt hatte er dann etwa 35 Jahre lang inne.
Etliche Bauten Wigingtons stehen heute im National Register of Historic Places, so der Harriet Island Pavilion, 75 Water Street, und der Highland Park Tower, 1570 Highland Parkway. Insgesamt gehen in und um St. Paul mehr als 60 Bauten und Bauprojekte auf Wigington zurück.
Nachdem er in den Ruhestand gegangen war, zog Wigington nach Los Angeles. Dort schloss er mit Paul Williams Freundschaft. Die beiden Architekten reaktivierten 1950 das National Chapter of the National Technical Association (NTA). Die National Technis Association, in der sich afroamerikanische Architekten, Ingenieure etc. zusammengeschlossen hatten, war 1926 in Chicago gegründet worden. 1963 zog das Ehepaar Wigington nach Kansas City, um dort bei einer seiner Töchter den Lebensabend zu verbringen. Dort starb Wigington 1967 im Alter von 84 Jahren.